# Sunny & the Sunglows
Sunny & the Sunglows (geformeerd door songwriter Jimmie Lewing en Sunny Ozuna in Palacios, Texas) was een Amerikaanse band uit 1959 en later bekend als Sunny & the Sunliners, nadat ze naar San Antonio (Texas) waren verhuisd.

## Bezetting
- Sunny Ozuna (leadzang)
- Vincent Chente Montez (baszang)
- Manuel Guerra (leader)
- Rudy Guerra (tenorsaxofoon)
- Gregg Ramirez (bas)
- Henry Nanez (gitaar)
- Manuel Martinez (gitaar)
- Tommy Luna (tenorsaxofoon)
- Andy Ortiz (piano)
- Arthur Gonzalez (elektrische piano)
- Martin Liñan (altsaxofoon)
- Gilbert Fernandez (tenorsaxofoon)
- Amos Johnson Jr. (trompet)
- Bobby Solis (drums)
- Joel Dilley (bas)
- Joe Cortez III (keyboards, zang, 1977–78)
- Johnny Guerra (gitaar, zang)
- Carlos Hernandez (altsaxofoon, zang)
- Jimmy Solis (tenorsaxofoon, zang)
- Bobby Gutierrez (tenor/baritonsaxofoon)
- David Silva (trompet)
- Roger Rivera (trombone)
- David DeLaGarza (keyboards)
- Frank Ardila (gitaar)
- Charlie Sandoval (percussie)

## Geschiedenis
De leden van de groep waren allemaal Chicano, met uitzondering van Amos Johnson jr. Hun stijl was een mix van rhythm-and-blues, tejano, blues en mariachi. Ze namen voor het eerst op in 1962 voor hun eigen label Sunglow. Okeh Records haalde dat jaar hun single Golly Gee op voor nationale distributie en in 1963 liet Huey P. Meaux, een producent uit Louisiana en eigenaar van Tear Drop Records, een remake opnemen van Little Willie John's hit Talk to Me, Talk to Me uit 1958. De single Talk to Me (b/w Every Week, Every Month, Every Year), uitgebracht bij Tear Drop Records, ging naar #4 in de Adult Contemporary hitlijst, #12 in de Amerikaanse R&B singleschart en #11 in de Billboard Hot 100 in oktober 1963. De groep volgde deze publicatie met nog een aantal nieuwe versies, waaronder Rags to Riches (Tony Bennett) / Not Even Judgement Day, Out of Sight-Out of Mind (The Five Keys) / No One Else Will Do en La Cacahuata (The Peanuts) / Happy Hippo.

## Discografie
- 1964: Talk to Me (Teardrop Records)
- 1964: All Night Worker (Teardrop Records)
- 1964: Las Vegas Welcomes (Teardrop Records)
- 1964: Adelante (Key-Loc)
- 1965: The Original Peanuts (Sunglow Records)
- 1966: Smile Now Cry Later (Key-Loc)
- 1966: Live in Hollywood (Key-Loc)
- 1968: Little Brown Eyed Soul (Key-Loc)
- 1969: The Versatile (Key-Loc)
- 1971: Young, Gifted and Brown (Key-Loc)
- 1974: El Orgullo de Texas (Key-Loc)
- 1974: El Preferido (Key-Loc)
- 1976: Yesterday...& Sunny (Teardrop Records)
- 1976: Siempre (Key-Loc)
- 1976: Palabritas (Key-Loc)
- 1977: Andale Mi Amor (Key-Loc)
- 1977: This Is My Band (Key-Loc)
- 1978: Live in Las Vegas (Key-Loc)
- 1978: Yesterday and Sunny Vol. II (Key-Loc)
- 1978: Grande Grande Grande (Key-Loc)
- 1979: Vengo a Verte (Key-Loc)
- 1980: Cry (Key-Loc)
- 1981: El Amante Sunny & The Sunliners (Freddie Records)